# Thomas Hörren

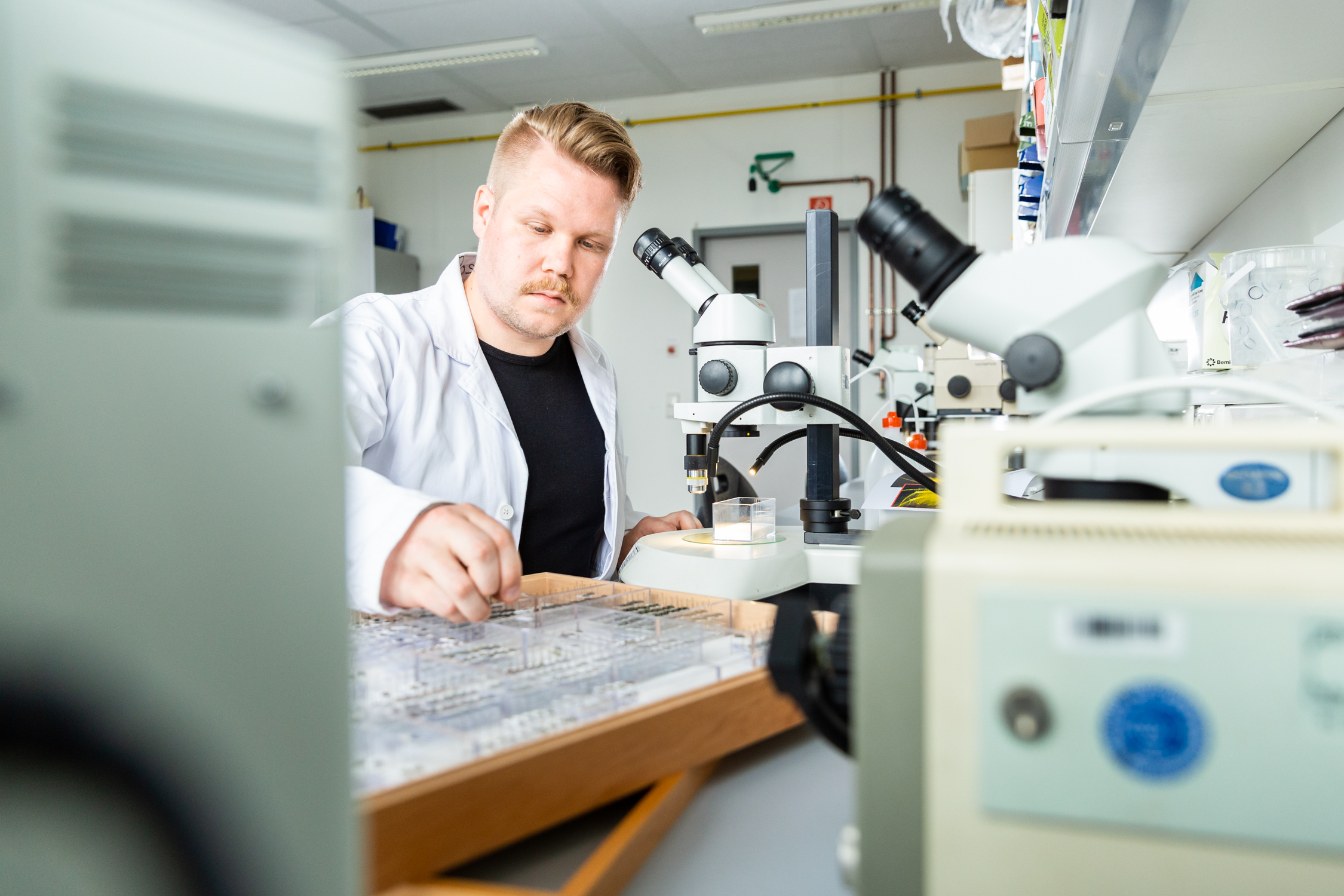
Thomas Hörren (2019)

Thomas Peter Baltasar Hörren (* 26. Oktober 1989 in Bergheim) ist deutscher Entomologe und Koleopterologe. Er forscht zu Insektendiversität und veröffentlichte zahlreiche Publikationen, ein Schwerpunkt liegt dabei in der Faunistik. Thomas Hörren lebt in Essen.

## Leben
Hörren wuchs im Großraum Köln auf. Schon in seiner Kindheit zeigte sich ein ausgeprägtes naturkundliches Interesse an Insekten, es folgte schon früh die Spezialisierung auf die Insektenordnung Coleoptera. Nach seiner Schulzeit in Bergheim absolvierte er eine Ausbildung zum Biologisch-technischen Assistenten an der Rheinischen Akademie Köln. Später studierte er Biologie an der Universität Duisburg-Essen. Das Studium schloss er mit dem Bachelor of Science ab. Aktuell ist er Masterand und Mitarbeiter in der Aquatischen Ökologie der Universität Duisburg-Essen.

## Forschung
Die Forschung von Hörren beschäftigt sich u. a. mit der Faunistik und Taxonomie von Insekten, der Insektendiversität sowie Biodiversitätsschäden. Seine Forschung hat er in zahlreichen Publikationen veröffentlicht.
Hörren ist Mitglied im Entomologischen Verein Krefeld und Mitautor der Langzeitstudie zum Insektensterben, die im Jahr 2017 durch ein internationales Wissenschaftlerteam in der Fachzeitschrift PLOS ONE publiziert wurde. Zudem veröffentlichte er Ergebnisse zu Bestandsrückgängen von Fluginsekten in Naturschutzgebieten.
Die Öffentlichkeit informiert Hörren zu seiner Forschung durch Wissenschaftskommunikation u. a. über Fachvorträge und Beiträge in Social-Media-Diensten. Zudem trat er als Insektenexperte wiederholt in den Medien auf, um zum Insektenschwund oder allgemeinen Themen im Zusammenhang mit Insekten zu informieren.

## Ehrungen
Als Teil des Krefelder Forscherteams erhielt er mehrere Preise für die Forschung zum Insektenschwund, zu der er maßgeblich beitrug. Forscher des Vereines erhielten 2018 den Deutschen Biodiversitätspreis der Heinz Sielmann Stiftung. 2019 nahm Hörren, gemeinsam mit Martin Sorg, den Science Hero Preis der Konferenz Biologischer Fachbereiche an der Julius-Maximilians-Universität Würzburg entgegen. Darüber hinaus waren die Wissenschaftler für den Deutschen Nachhaltigkeitspreis 2019 für ein „Standardisiertes Monitoring von Insekten“ nominiert und erreichten den dritten Platz der Zuschauerabstimmungen.